# 37. ročník udílení Zlatých glóbů
37. ročník udílení Zlatých glóbů se konal 26. ledna 1980 v hotelu Beverly Hilton v Beverly Hills, Los Angeles. Asociace zahraničních novinářů sdružených v Hollywoodu, která Zlatý glóbus uděluje, vyhlásila nominace 8. ledna. Miss Golden Globe byla pro tento rok herečka Kym Karath. Držitelem Ceny Cecila B. DeMilla se stal Henry Fonda.
Nejvíce nominací i cen posbíralo manželské drama Kramerová versus Kramer, které z osmi nominací proměnilo v cenu čtyři. Snímky Apokalypsa a Růže získaly shodně po třech Glóbech.
Meryl Streep získala za postavu Joanny v dramatu Kramerová versus Kramer svůj první Zlatý glóbus. V dosavadní kariéře, do roku 2012, jich celkem posbírala osm. Kategorie mužský herecký výkon ve vedlejší roli měla dva vítěze, Melvyna Douglase a Roberta Duvalla. Herečky Jill Clayburgh a Marsha Mason byly navrženy shodně v obou hlavních ženských kategoriích a ani jedna cenu nezískala. Jane Fonda získala druhý rok po sobě speciální cenu Henrietta pro nejoblíbenější herečku roku. Objevem roku v kategorii herec se stal tehdy teprve devítiletý Rick Schroder, který je dodnes nejmladším držitelem Zlatého glóbu.
V televizních kategoriích nejvíc cen posbíral komediální seriál Alice, který získal celkem čtyři ocenění. Kategorie komediální seriál měla dva vítězné seriály, již zmíněný Alice a  Taxi. V kategorii herec ve vedlejší roli měl seriál  Taxi, stejně jako předešlý rok, tři herecké nominace. V této kategorii byli zároveň dva vítězové.
Ed Asner vyhrál svůj pátý Glóbus.

## Vítězové a nominovaní

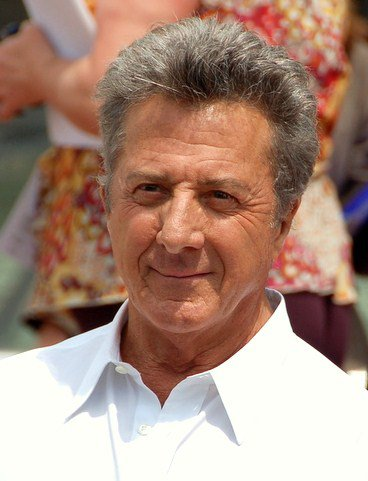
Nejlepší dramatický herec Dustin Hoffman

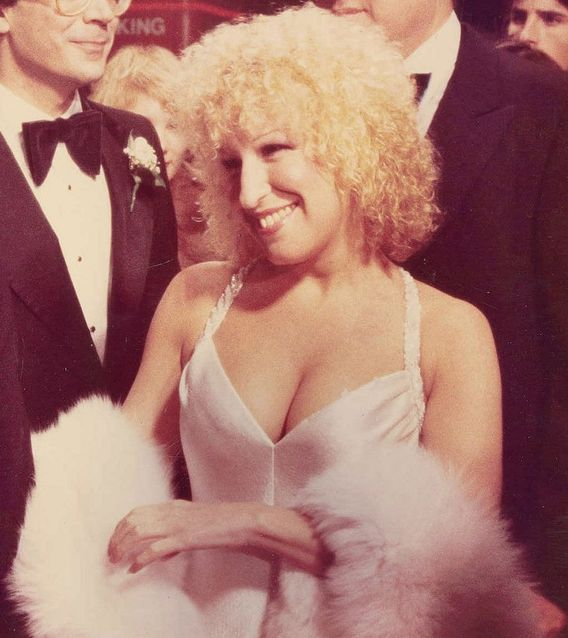
Nejlepší komediální herečka Bette Midler

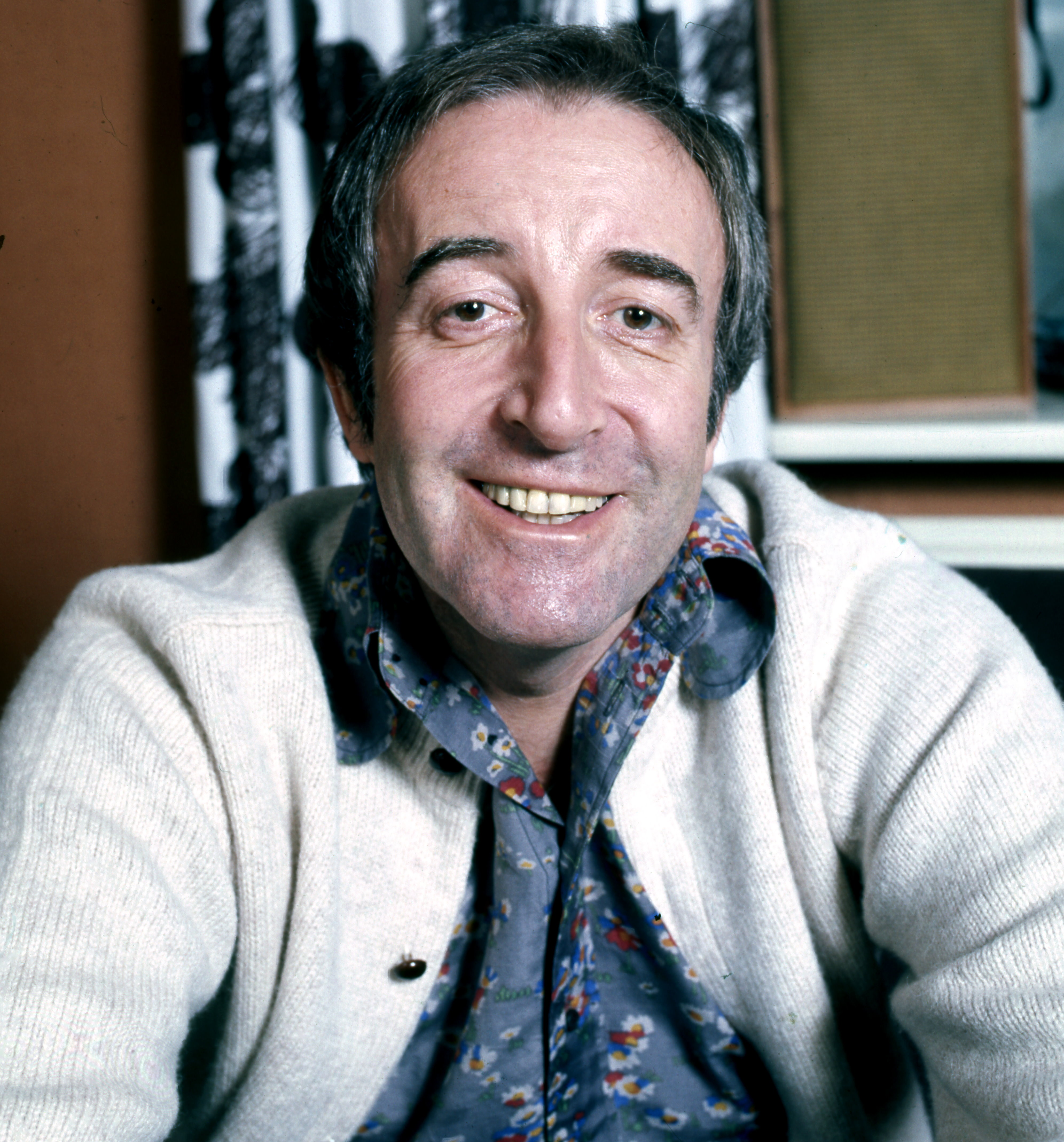
Nejlepší komediální herec Peter Sellers

### Filmové počiny

#### Nejlepší film (drama)
- Kramerová versus Kramer – producent Stanley R. Jaffe
- Apokalypsa – producent Francis Ford Coppola
- Čínský syndrom – producenti Michael Douglas, Bruce Gilbert
- Manhattan – producent Charles H. Joffe
- Norma Rae – producenti Tamara Asseyev, Alex Rose

#### Nejlepší film (komedie / muzikál)
- A co dál... – producent Peter Yates
- Byl jsem při tom – producent Andrew Braunsberg
- Vlasy – producenti Michael Butler, Lester Persky
- Růže – producenti Aaron Russo, Martin Worth
- 10 – producenti Tony Adams, Blake Edwards

#### Nejlepší režie
- Francis Ford Coppola – Apokalypsa
- Hal Ashby – Byl jsem při tom
- Robert Benton – Kramerová versus Kramer
- James Bridges – Čínský syndrom
- Peter Yates – A co dál...

#### Nejlepší herečka (drama)
- Sally Fieldová – Norma Rae
- Jill Clayburgh – Luna
- Lisa Eichhorn – Amíci
- Jane Fonda – Čínský syndrom
- Marsha Mason – Promises In the Dark

#### Nejlepší herečka (komedie / muzikál)
- Bette Midler – Růže
- Julie Andrews – 10
- Jill Clayburgh – Začít znovu
- Shirley MacLaine – Byl jsem při tom
- Marsha Mason – Druhá kapitola

#### Nejlepší herec (drama)
- Dustin Hoffman – Kramerová versus Kramer
- Jack Lemmon – Čínský syndrom
- Al Pacino – ...a spravedlnost pro všechny
- Jon Voight – Šampion
- James Woods – Cibulové pole

#### Nejlepší herec (komedie / muzikál)
- Peter Sellers – Byl jsem při tom
- George Hamilton – Love At First Bite
- Dudley Moore – 10
- Burt Reynolds – Začít znovu
- Roy Scheider – All That Jazz

#### Nejlepší herečka ve vedlejší roli
- Meryl Streep – Kramerová versus Kramer
- Jane Alexander – Kramerová versus Kramer
- Kathleen Beller – Promises In the Dark
- Candice Bergen – Začít znovu
- Valerie Harper – Druhá kapitola

#### Nejlepší herec ve vedlejší roli
- Melvyn Douglas – Byl jsem při tom
- Robert Duvall – Apokalypsa
- Frederic Forrest – Růže
- Justin Henry – Kramerová versus Kramer
- Laurence Olivier – Střípky lásky

#### Objev roku – herečka
- Bette Midler – Růže
- Susan Anton – Goldengirl
- Bo Derek – 10
- Lisa Eichhorn – Amíci
- Lynn-Holly Johnson – Ledové království

#### Objev roku – herec
- Rick Schroder – Šampion
- Dennis Christopher – A co dál...
- Justin Henry – Kramerová versus Kramer
- Dean-Paul Martin – Players
- Treat Williams – Vlasy

#### Nejlepší scénář
- Robert Benton – Kramerová versus Kramer
- Robert C. Jones, Jerzy Kosinski – Byl jsem při tom
- Steve Tesich – A co dál...
- James Bridges, T. S. Cook, Mike Gray – Čínský syndrom
- Harriet Frank, Irving Ravetch – Norma Rae

#### Nejlepší hudba
- Carmine Coppola, Francis Ford Coppola – Apokalypsa
- Jerry Goldsmith – Vetřelec
- Lalo Schifrin – Horor v Amityville
- Carmine Coppola – Černý hřebec
- Georges Delerue – Střípky lásky
- Jerry Goldsmith – Star Trek: Film
- Henry Mancini – 10

#### Nejlepší filmová píseň
- „The Rose“ – Růže, hudba a text Amanda McBroom
- „Better Than Ever“ – Začít znovu, hudba Marvin Hamlisch, text Carole Bayer Sager
- „The Main Event“ – Žena v ringu, hudba a text Paul Jabara, Bruce Roberts
- „The Rainbow Connection“ – The Muppet Movie, hudba a text Kenny Ascher, Paul Williams
- „Through the Eyes Of Love (Theme From Ice Castles)“ – Ledové království, hudba Marvin Hamlisch, text Carole Bayer Sager

#### Nejlepší zahraniční film
- Klec bláznů – režie Édouard Molinaro, Francie / Itálie
- The Europeans – režie James Ivory, Velká Británie
- Manželství Marie Braunové – režie Rainer Werner Fassbinder, Západní Německo
- Oranžský voják – režie Paul Verhoeven, Nizozemsko
- Bože, jak hluboko jsem klesla! – režie Luigi Comencini, Itálie

### Televizní počiny

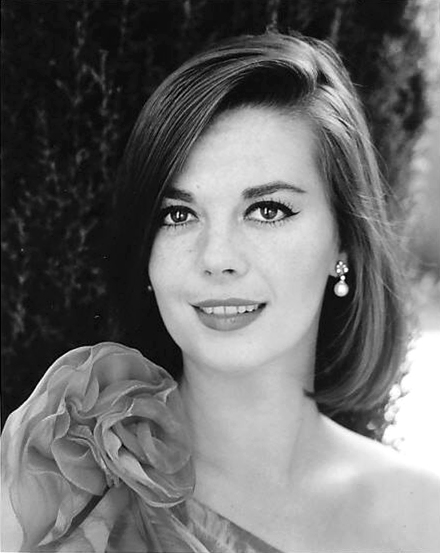
Nejlepší dramatická herečka v seriálu Natalie Wood

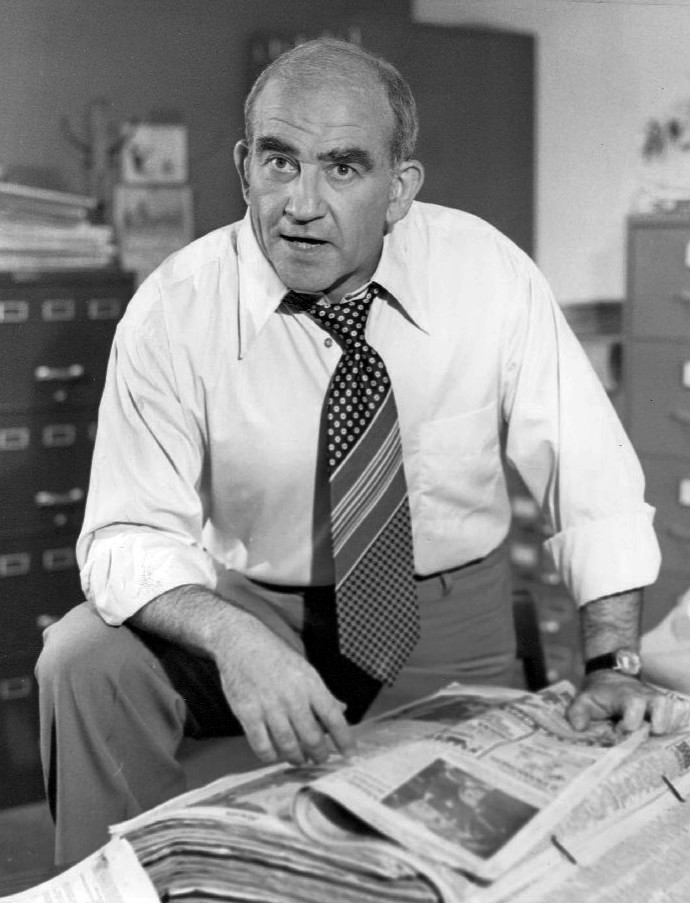
Nejlepší dramatický herec v seriálu Ed Asner

#### Nejlepší televizní seriál (drama)
- Lou Grant
- Backstairs At the White House
- Centennial
- Dallas
- The Rockford Files
- Kořeny

#### Nejlepší televizní seriál (komedie / muzikál)
- Alice
- Taxi
- The Associates
- Love Boat
- M*A*S*H

#### Nejlepší televizní film
- Na západní frontě klid
- Elvis Presley
- Friendly Fire
- Like Normal People
- The Miracle Worker

#### Nejlepší herečka v seriálu (drama)
- Natalie Wood – From Here To Eternity
- Barbara Bel Geddes – Dallas
- Kate Mulgrew – Mrs. Columbo
- Stefanie Powers – Hart a Hartová
- Sada Thompson – Family

#### Nejlepší herečka v seriálu (komedie / muzikál)
- Linda Lavin – Alice
- Penny Marshall – Laverne & Shirley
- Donna Pescow – Angie
- Jean Stapleton – All in the Family
- Loretta Swit – M*A*S*H

#### Nejlepší herec v seriálu (drama)
- Ed Asner – Lou Grant
- Richard Chamberlain – Centennial
- Erik Estrada – CHiPs
- James Garner – The Rockford Files
- John Houseman – The Paper Chase
- Martin Sheen – Blind Ambition
- Robert Ulrich – Vega$
- Robert Wagner – Hart a Hartová

#### Nejlepší herec v seriálu (komedie / muzikál)
- Alan Alda – M*A*S*H
- Judd Hirsch – Taxi
- Wilfred Hyde-White – The Associates
- John Ritter – Three's Company
- Robin Williams – Mork and Mindy

#### Nejlepší herečka ve vedlejší roli (seriál)
- Polly Holliday – Alice
- Loni Anderson – WKRP In Cincinnati
- Marilu Henner – Taxi
- Beth Howland – Alice
- Linda Kelsey – Lou Grant

#### Nejlepší herec ve vedlejší roli (seriál)
- Danny DeVito – Taxi
- Vic Tayback – Alice
- Jeff Conway – Taxi
- Tony Danza – Taxi
- David Doyle – Charlieho andílci

### Zvláštní ocenění

#### Henrietta Award (Nejoblíbenější herec a herečka)
- herečka Jane Fonda
- herec Roger Moore

#### Cena Cecila B. DeMilla
- Henry Fonda